# Л'Егійон-ла-Преск'іль
Л'Егійон-ла-Преск'іль (фр. L'Aiguillon-la-Presqu'île) — муніципалітет у Франції, у регіоні Пеі-де-ла-Луар, департамент Вандея. Л'Егійон-ла-Преск'іль утворено 1-1-2022 шляхом злиття муніципалітетів Л'Егійон-сюр-Мер i Ла-Фот-сюр-Мер. Адміністративним центром муніципалітету є Л'Егійон-сюр-Мер. Населення — 2772 особи (01.01.2021).